# Walter Grein
Walter Grein (* 1. Dezember 1927 in Köln; † 13. Oktober 2022) war ein deutscher Tischtennisspieler, -trainer und Sportlehrer. Er war der erste hauptberuflich tätige Verbandstrainer in Deutschland nach dem Zweiten Weltkrieg. Zudem war er Präsident des Deutschen Verbandes für Modernen Fünfkampf.

## Werdegang
Walter Grein schloss 1951 in Köln sein Studium zum Diplom-Sportlehrer ab, seine Diplomarbeit befasste sich mit Tischtennis. Von 1952 bis 1957 wirkte er beim Tischtennis-Verband Niedersachsen, indem er das Lehrwesen, Trainingsmethoden und  die Schiedsrichterausbildung vorantrieb. Zudem arbeitete er im April 1953 als Trainer im Pfälzischen TT-Verband. 1957 wurde er Leiter der Sportausbildung an der Heeresoffiziersschule II in Hamburg. Im Bonner Bundesverteidigungsministerium war er von 1963 bis 1987 Sportreferent der Bundeswehr. 1988 wurde er Regierungsdirektor an der Sportschule der Bundeswehr in Warendorf. In der Stadt war er auch kommunalpolitisch aktiv. 1992 beendete er seine berufliche Laufbahn.
Weniger in Erscheinung trat er als aktiver Tischtennisspieler. In den 1950er Jahren war er Mitglied in den Vereinen TV Remscheid, TTC Vinnhorst und TTC Rot-Weiß Hamburg. 1957 heiratete er Ingrid Kroll, eine Tischtennisspielerin des Kieler TTK. Sein größter sportlicher Erfolg war der Hamburger Vizemeistertitel 1959, als er erst im Endspiel seinem rot-weißen Klubkameraden Richard Peycke unterlag.
Neben dem Tischtennissport engagierte sich Walter Grein von 1972 bis 1984 auch als Präsident des Deutschen Verbandes für Modernen Fünfkampf und Mitglied des Nationalen Olympischen Komitees.
Er verstarb am 13. Oktober 2022 im Alter von 94 Jahren.

## Publikationen
- Walter Grein: Tischtennis, Verlag Deutscher Tischtennis-Sport, Hannover 1953
- zahlreiche Aufsätze in der Zeitschrift DTS